# مدفع باريس
مدفع باريس (بالألمانية: Paris-Geschütz / Pariser Kanone)‏ ) كان الاسم الذي يطلق على نوع من بنادق الحصار الألمانية بعيدة المدى، والتي تم استخدام العديد منها لقصف باريس خلال الحرب العالمية الأولى. وضعوا في الخدمة من مارس إلى أغسطس 1918. عندما كانوا يعملون المدافع الأول، يعتقد الباريسيين بأنهم قد تعرضوا للقصف بمنطاد من ارتفاعات عالية بحيث انه لا يمكن تمييز صوتها كسماع طائرة او مدفع. كانت أكبر قطعة من المدفعية استخدمت خلال الحرب بطول البرميل.
كسلاح عسكري، لم تكن مدافع باريس ناجحة بشكل كبير فلقد كانت المقذوفات صغيرة، وكان البرميل يحتاج إلى استبدال متكرر، وكانت دقة المدافع جيدة بما يكفي للأهداف بحجم المدينة فقط. كان الهدف الألماني هو بناء ردع نفسي لمهاجمة معنويات الباريسيين، وليس تدمير المدينة نفسها.